# Four Seasons Hotels and Resorts
Four Seasons Hotels, Inc. — канадська міжнародна, п'ятизіркова готельна компанія з головним офісом у Торонто.
Журнал Travel + Leisure і Zagat Survey поставив цю сітку на 98 місце серед найкращих готелів класу люкс у всьому світі.
Читачі Conde Nast Traveler проголосували за Золотий трикутник (нерухомість компанії в північному Таїланді) як фаворита у світі протягом трьох років поспіль. Компанія була названа однією з «100 найкращих компаній-роботодавців» Fortune щороку, починаючи з опитування створеним в 1998 році.

## Історія

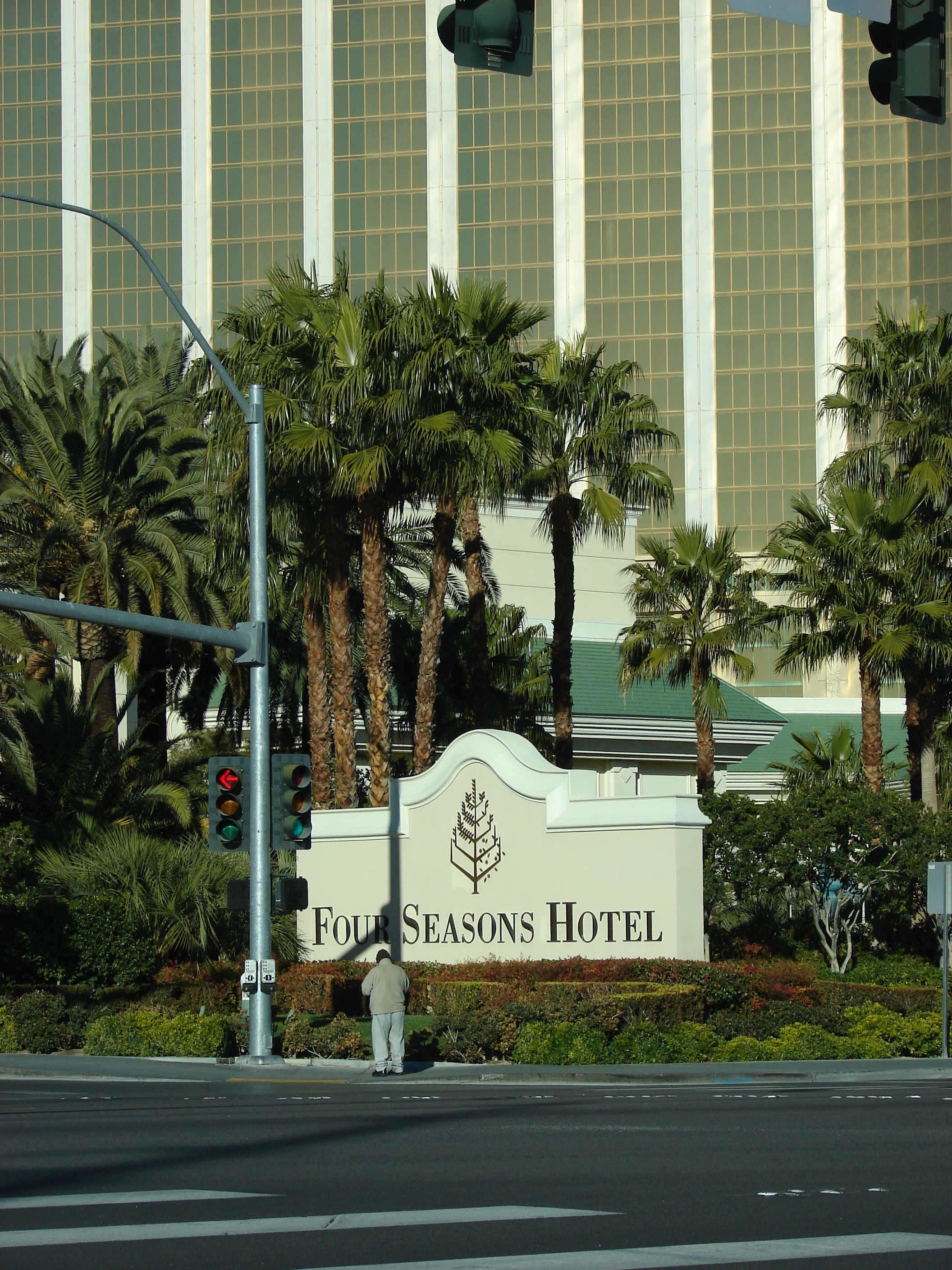
В'їзд в готель у Лас-Вегасі, штат Невада, США

Канадський бізнесмен Ізадор Шарп заснував Four Seasons в 1960 році. У той час як молодий архітектор працював для свого батька, Sharp розробила мотель для друга сім'ї, що йому вдалося і надихнуло його спробувати створити свій власний готель в Торонто. Як тільки він зміг купити велику ділянку землі, ця ділянка знаходилася в сумнівному районі, він інтерпретував його як готель-оазис для ділових мандрівників; Four Seasons Motor Hotel відкрився в 1961 році. Шарп побудував інші готелі, але стати висококласними дорогими готелями їм не вдалося поки компанія не розширилась до Лондона. Коли розробник підійшов Four Seasons Park Lane про будівництво готелю в Лондоні, компанія Sharp стверджує, що готель повинен був конкурувати з елітними готелями, такі як Claridge's і The Connaught. Готель був відкритий в 1970 році.
Останні економічні спади вплинули на компанію. Коли теракти 11 вересня викликали крах туристичної індустрії, Four Seasons відмовився знижувати ціни на проживання з метою збереження прийнятної цінності бренду, який викликав напруженість у відносинах з власниками нерухомості, які втрачали гроші. Компанія одужала і, в 2007 році погодився на викуп голова Microsoft Білл Гейтс і принц Аль-Валід бен Талал Саудівської Аравії за 3,8 млрд доларів акцій компанії. Пара володіє 95 відсотками компанії, в рівних частках, Sharp володіє іншими п'ятьма.
Four Seasons продовжує додавати більше готелів і курортів в свій портфель, особливо в Китаї.